# Poetry in Telegrams
Poetry in Telegrams je slovenský rockový hudební projekt hudebníka Johnyho Štefečka založený v roce 2013. Na hudební scéně debutoval o rok později extended playem Songs for Desperate Lovers, po němž následovaly dvě další nahrávky The Phases a Melancholy. Všechny tyto EP byly nahrány ve studiu Grapow Studios za dohledu producenta Rolanda Grapowa, jenž se stará také o mix a mastering. Písně projektu jsou Štefečkem psány tak, aby šly zahrát pouze na kytaru a bicí. Strunné nástroje nahrává sám zakladatel tohoto projektu, na bicích se na všech zatím vydaných nahrávkách podíleli zahraniční hudebníci; Thomas Lang či Paul Ortiz. Sám Štefeček nahrává s Grapowem v Grapow Studios, hosté jim své party posílají digitálně. Na EP Melancholy se objevil také saxofonista Jørgen Munkeby. Tato nahrávka byla nominována na cenu Radio_Head Awards v kategorii album roku Hard & Heavy 2016.

## Členové
- Johny Štefeček – zpěv, 7 a 8-strunné kytary, ukulele

Hosté
- Thomas Lang – bicí (EP Songs for Desperate Lovers)
- Paul Ortiz – bicí (EP The Phases, EP Melancholy), klávesy (EP I, Koheleth)
- Jørgen Munkeby – saxofon (EP Melancholy)
- Marco Minnemann - bicí (EP I, Koheleth)

## Diskografie
- Songs for Desperate Lovers (EP, 2014)
- The Phases (EP, 2015)
- Melancholy (EP, 2016)
- I, Koheleth (EP, 2018)